# Mis 30 mejores canciones
Mis 30 mejores canciones es el nombre de un álbum recopilatorio del cantautor español José Luis Perales. Fue publicado el 25 de octubre de 1994 por la discográfica Sony Music bajo el sello Columbia Records, siendo José Luis Gil el director de producción. Contiene re mezclas de las canciones que se muestran en la lista. El disco solo en España obtuvo 5 platinos por más de 500 mil copias vendidas.

## Lista de canciones
| Disco 1 |                              |          |  |
| N.º     | Título                       | Duración |  |
| 1.      | «Un Velero llamado libertad» | 4:01     |  |
| 2.      | «Te quiero»                  | 3:50     |  |
| 3.      | «Balada para una despedida»  | 3:29     |  |
| 4.      | «Me llamas»                  | 4:49     |  |
| 5.      | «¿Y cómo es él?»             | 3:55     |  |
| 6.      | «Si...»                      | 3:36     |  |
| 7.      | «Y te vas»                   | 4:35     |  |
| 8.      | «El amor»                    | 4:22     |  |
| 9.      | «Cuando vuelvas»             | 3:44     |  |
| 10.     | «Celos de mi guitarra»       | 3:08     |  |
| 11.     | «Canción de otoño»           | 4:37     |  |
| 12.     | «Ella y él»                  | 3:13     |  |
| 13.     | «Quisiera decir tu nombre»   | 4:38     |  |
| 14.     | «Cosas de Doña Asunción»     | 3:00     |  |
| 15.     | «Canción para la Navidad»    | 3:59     |  |
| 58:56   |                              |          |  |

| Disco 2 |                                |          |  |
| N.º     | Título                         | Duración |  |
| 1.      | «Amor sin límite»              | 4:40     |  |
| 2.      | «Quiero ser agua fresca»       | 3:40     |  |
| 3.      | «La primera vez»               | 3:37     |  |
| 4.      | «Amarte así»                   | 4:13     |  |
| 5.      | «América»                      | 5:10     |  |
| 6.      | «Me gusta la palabra libertad» | 4:34     |  |
| 7.      | «Gente maravillosa»            | 4:49     |  |
| 8.      | «Una locura»                   | 4:14     |  |
| 9.      | «No resulta fácil»             | 4:05     |  |
| 10.     | «Amada mía»                    | 3:59     |  |
| 11.     | «La espera»                    | 5:02     |  |
| 12.     | «Desde que te quiero»          | 3:28     |  |
| 13.     | «Y sigo enamorado»             | 4:40     |  |
| 14.     | «No te vayas nunca»            | 4:21     |  |
| 15.     | «Que canten los niños»         | 4:44     |  |
| 1:05:16 |                                |          |  |

## Créditos y personal

### Músicos
De las canciones del álbum «Con el paso del tiempo»
- Canciones «La primera vez» y «Que canten los niños»:
  - Dirección de orquesta y arreglos: Graham Preskett
- Canción «No resulta fácil»:
  - Dirección de orquesta y arreglos: Mauricio Fabrizio

De las canciones del álbum «Sueño de libertad»
- Canciones «Me gusta la palabra libertad», «Desde que te quiero», «Quiero ser agua fresca» y «Amada mía»
  - Dirección, realización y arreglos: Danilo Vaona

De las canciones del álbum «La espera»
- Canción «La espera»
  - Dirección de orquesta y arreglos: Graham Preskett
- Canciones «Amarte así» y «Sigo enamorado»
  - Dirección de orquesta y arreglos: Mauricio Fabrizio

De las canciones del álbum «América»
Canciones «América» «No te Vayas Nunca» y «Una Locura»
- Dirección musical, orquestal y arreglos: Eddy Guerín

De las canciones del álbum «Gente maravillosa»
Canciones «Gente Maravillosa» y «Amor Sin Límites»
- Dirección musical, orquestal y arreglos: Eddy Guerín

De las demás canciones
- Dirección musical, orquestal y arreglos: Eddy Guerín
- Batería: Javier de Juan
- Guitarras: Juan Cerro
- Bajo: Eduardo Gracia
- Piano: Alejandro Monroy
- teclados: Alejandro Monroy y José Antonio Quintano
- Percusión: Manuel Fernández y Juan Carlos Rico
- Saxofón alto: Manuel «Manolo» Fernández (solista)
- Acordeón: Eddy Guerín
- Bandurrias: Julián Carriazo y José Mota Sepúlveda
- Coros: Mercedes Valimaña, Cristina Fernández, María Jesús Aguirre (Trío La, La, La)
- cuerdas: Orquesta Sinfónica de Londres
- Líder sección de cuerdas: Gavyn Wright
- Violines: Gavyn Wright, Rita Manning, Tim Good, Perry Montagne-Mason, Make Berrow, Peter Oxer, David Ogden, Michael Desaulles, Howard Ball, Alison Kelly, Eddie Roberts, Jonathan Strange, Joan Ronayne, Jim McLeod, Gillian Cohen, Maciej Rakowski, Roger Garland, Godfrey Salmon, Michael McMenemy y Miranda Fulleylove.
- Violas: Robert Smissen, Andrew Parker, Bill Hawkes, Peter Lale, Bill Benham y Eddie Vanderspar.
- Violonchelos: Anthony Pleeth, Ben Kennard, Caroline Dale, John Heley.
- Contratista de orquesta: Isobel Griffths
- Sección de metal y saxofón: Gary Barnacle

### Personal de grabación y posproducción
- Todas las canciones compuestas por José Luis Perales

De las canciones del álbum «Con el paso del tiempo»
Estudio de grabación:
- España
  - Madrid: Kirios
- Reino Unido
  - Londres: The Workhouse, Olimpic Studio y Eden Studio
- Mezcla: Eden Studio
- Ingeniero de sonido: Bob Painter, Steve Foward, Enrique Rielo y John Kurlander
- Mezcla: Bob Painter y Oscar Gómez

De las canciones del álbum «Sueño de libertad»
- Canciones «Me gusta la palabra libertad», «Desde que te quiero», «Quiero ser agua fresca» y «Amada mía»
  - Estudio de grabación:  Italia, Roma; Studio Uno: Fabrizio Facioni
  - Mezcla: Studio Titania por Roberto Rosu
  - Compañía discográfica: Sony Music International (bajo el sello Columbia Records), A&R Development, Nueva York, Estados Unidos
  - Productor ejecutivo: Tomás Muñoz
  - Coordinador general: José Luis Gil

De las canciones del álbum «La espera»
- Estudio de grabación y mezcla: Red Bus Recording Studios; Londres, Reino Unido
- Ingeniero de grabación: Graham Bonnet
- Ingeniero mezclas: Steve Taylor y Graham Bonnet
- Compañía discográfica: Sony Music International (bajo el sello CBS Records), A&R Development, Nueva York, Estados Unidos
- Productor ejecutivo: Tomás Muñoz
- Coordinador genera: José Luis Gil
- Coordinador musical: Steve Taylor

De las canciones del álbum «América»
Canciones «América» y «Una locura»
- Estudios de grabación: Eurosonic Madrid y The Angel Studio, Londres
- Estudio de mezcla: Eurosonic, Madrid
- Ingeniero de grabación y mezclas: Juan Vinader
- Compañía discográfica: Sony Music International (bajo el sello Columbia Records), A&R Development, Nueva York, Estados Unidos

De las canciones del álbum «Gente maravillosa»
Canciones «Gente maravillosa» y «Sin límites»
- Estudios de grabación: Eurosonic Madrid y The Angel Studio, Londres
- Estudio de mezcla: Eurosonic, Madrid
- Ingeniero de grabación y mezclas: Juan Vinader
- Compañía discográfica: Sony Music International (bajo el sello CBS Records), A&R Development, Nueva York, Estados Unidos

De las demás canciones
- Edición de las letras: Editorial TOM MUSIC S.L.
- Compañía discográfica: Sony Music International (bajo el sello CBS Records), A&R Development, Nueva York, Estados Unidos
- Director de producción: José Luis Gil
- Grabación:
  -  España
    - Madrid: Eurosonic

  -  Reino Unido
    - Londres: Whitfield Studio
- Ingeniero de grabación en Londres: Michael Rostrevor
- Asistente de sonido en Londres: Chris Potter
- Mezcla: Eurosonic, Madrid
- Ingeniero de grabación y mezclas en Madrid: Juan Vinader
- Asistente de grabación y mezclas: Antonio Álvarez
- Fotografías: Paco Navarro
- Diseño y creación gráfica: Carlos Martín

### Créditos y personal
- «DISCOGRAFÍA - MIS 30 MEJORES CANCIONES». joseluisperales.net. 2012. Archivado desde el original el 26 de abril de 2012. Consultado el 15 de enero de 2013.

- Datos: Q6018331